# مارک ایوانیر
مارک الکساندروویچ ایوانیر (اوکراینی: Марк Олександрович Іванір؛ زادهٔ ۶ سپتامبر ۱۹۶۸) بازیگر اوکراینی‌الاصل اهل اسرائیل است.
از فیلم‌ها یا برنامه‌های تلویزیونی که وی در آن نقش داشته است می‌توان به شکست‌ناپذیر ۳: رستگاری، ۳۶۰، جشن شکار، یک کوارتت دیرهنگام و جانی اینگلیش دوباره متولد می‌شود اشاره کرد.